# Lijst van betaaldvoetbalclubs in IJsland
Dit is een overzicht van alle voetbalclubs die in het heden of het verleden hebben deelgenomen aan het betaalde voetbal in IJsland.
Zie ook:
- Úrvalsdeild
- IJslands voetbalelftal

## A
- Aegir Þorlakshofa
- Afrika Reykjavík
- Afturelding Mosfellsbær
- Arborg Selfoss
- Augnablík Kópavogur

## B
- Barðaströnd FC
- BH Húsavík
- BÍ Ísafjörður
- Bolungarvík FC
- Breiðablik Kópavogur
- Bruni FC

## D
- Dalvik FC
- Deiglan Reykjavík
- Drangur Vik

## E
- Efling FC
- Einherji Vopnafjordur

## F
- FH Hafnarfjörður
- Fjardabyggd FC
- Fjölnir Reykjavík
- Fram Reykjavík
- Freyr Eyrarbakki
- Fylkir Reykjavík

## G
- GG Grindavík
- GKS Reykjavík
- Grindavík UG
- Grotta Seltjarnarnes

## H
- Hamar Hveragerði, Hveragerði
- Haukar Hafnarfjörður, Hafnarfjörður
- HK Kópavogur
- Hottur Egilsstadir
- HSH Snæféllsnesssýslu
- Huginn Seydisfjörður
- Hviti Riddarinn Reykjavík
- Hvöt Blonduos

## I
- ÍA Akranes
- ÍB Keflavík
- ÍBV Vestmannæyjar
- ÍH Hafnarfjörður
- ÍR Kópavogur

## K
- KA Akureyri
- KFS Vestmannæyjar
- KR Reykjavík
- KS Siglufjörður
- KV Reykjavík
- KVA Eskifjörður / Reydarfjörður

## L
- Leiftur Ólafsfjörður
- Leiknir Faskrudsfjörður
- Leiknir Reykjavík
- Léttir Reykjavík

## M
- Magni Grenivík

## N
- Neisti Djupivogur
- Neisti Hofsos
- Njarðvík Reykjanesbær
- Nökkvi Akureyri
- Numi Reykjavík

## R
- Reynir Arskogsstrond
- Reynir Sandgerdi

## S
- Sindri Hofn
- Skallagrimur Borgarnes
- Snortur Kópasker
- Stjarnan Garðabær

## T
- Þór Akureyri
- Þróttur Neskaupstaður
- Þróttur Reykjavik
- Þróttur Vogum
- Tindastóll Saudarkrokur

## U
- Úlfarnir Grafarvogur Reykjavík
- Ungmennafélag Selfoss

## V
- Valur Reykjavík
- Vaskur FC
- Víðir Gardur
- Víkingur Ólafsvík
- Víkingur Reykjavík
- Völsungur Húsavík

## Y
- Ymir Kópavogur